# الجمهور المستهدف
الجمهور المستهدف هو مجموعة من الناس أو القراء التى قد عقد المسوق النية على استهدافها من أجل رؤية أو التفاعل مع منشور أو إعلان أو أى رسالة أخرى موجهة خصيصاً لتلك المجموعة. في التسويق والإعلان ، يتم تعريف الجمهور المستهدف على انه مجموعة معينة من المستهلكين داخل السوق المستهدف المحدد مسبقاً، أو أنهم هدف المسوق أو المستقبلون لإعلان معين أو رسالة معينة. تركز الشركات التي لديها سوق مستهدف واسع على فئة من الجمهور محددة لإرسال رسائل معينة لهم، مثل إعلانات عيد الأم من The Body Shops، والتى كانت تستهدف الأطفال وأزواج النساء، بدلاً من السوق بأكمله الذي كان سيشمل النساء أنفسهن. يتم اختيار وتحديد الجمهور المستهدف باستخدام نفس العوامل التي يتم من خلالها اختيار السوق المستهدف، ولكن اختيار الجمهور المستهدف يكون أكثر تحديداً و يكون عرضة للتأثر بعوامل أخرى. مثال على ذلك التسويق للدليل الغذائي لوزارة الزراعة بالولايات المتحدة الأمريكية، والذي كان يهدف إلى جذب الشباب الذين تتراوح أعمارهم بين 2 و 18 عامًا
وتشمل العوامل التي كان عليهم أخذها في الاعتبار خارج نطاق المزيج التسويقي التقليدى كلاً من: الاحتياجات الغذائية للأطفال أثناء مرحلة النمو، حجم معرفة الأطفال وسلوكياتهم فيما يتعلق بالتغذية، وغيرها من التفاصيل الخاصة بهذا المجال. أدى هذا إلى تقليل حجم السوق المستهدف واستهداف فئة محددة للتركيز عليها. قد تؤدى العوامل المشتركة للجماهير المستهدفة إلى تقليص حجم السوق المستهدف وذلك عن طريق تحديد صفات معينة مثل "الرجال الذين تتراوح أعمارهم بين 20 و30 عامًا، والذين يعيشون في أوكلاند، نيوزيلندا" بدلاً من "الرجال الذين تتراوح أعمارهم بين 20 و30 عامًا". ومع ذلك، استهداف فئة معينة من الجمهور لا يعني أن الرسالة التي يتم نشرها لن تكون موضع اهتمام ولن يتلقاها من هم لم تتوافق صفاتهم مع صفات الفئة المرغوب في استهدافها. من الممكن أيضًا عدم النجاح في استهداف جمهور معين، ويحدث ذلك عندما يتم نقل المعلومات بشكل غير صحيح. تعد الآثار الجانبية مثل النتائج العكسية للحملة و"السلع السلبية" من العواقب الشائعة للحملة الفاشلة.
السلع السلبية هي سلع ذات تصور اجتماعي سلبي، وتواجه تلك السلع تداعيات هذه الصورة السلبية المتعارضة مع القيم الاجتماعية المقبولة بشكل عام.
تحديد الفرق بين السوق المستهدف والجمهور المستهدف يعود إلى الفرق بين التسويق والإعلان. في التسويق، يتم استهداف السوق من خلال استراتيجيات الأعمال، ويتم استخدام الإعلانات ووسائل الإعلام، مثل البرامج التلفزيونية والموسيقى ووسائل الإعلام المطبوعة بشكل أكثر فعالية لجذب الجمهور المستهدف. إحدى الاستراتيجيات المحتملة لجذب الجمهور المستهدف قد تتمثل في الإعلان عن الألعاب أثناء بث البرامج التليفزيونية للأطفال في الصباح بدلاً من الإعلان عنها أثناء بث الأخبار المسائية.